# Кнудсен, Хенрик
Хенрик Кнудсен (дат. Henrik Knudsen; 14 декабря 1873, Хадерслев — 16 декабря 1946, Копенгаген) — датский пианист.
Учился в Вене у Эмиля Зауэра.
Наиболее известен как сподвижник и своего рода ассистент композитора и дирижёра Карла Нильсена в 1899—1917 гг. Постоянный участник концертов под управлением Нильсена, переписывал набело некоторые его ноты. Был первым исполнителем Сонаты № 2 Нильсена для скрипки и фортепиано (1913, вместе с Акселем Гаде), переложил для фортепиано в четыре руки несколько сочинений Нильсена, в том числе Вторую симфонию.
На протяжении многих лет преподавал в Датской королевской консерватории, среди его учеников, в частности, Эмилиус Бангерт и Поуль Скиербек. Под редакцией Кнудсена вышло датское издание «Этюдов» Фридерика Шопена.